# Julio César Miranda
Julio César Miranda (ur. 19 maja 1980 w Veracruz) – meksykański bokser, były zawodowy mistrz świata wagi muszej organizacji WBO.
Karierę zawodową rozpoczął 19 sierpnia 2000. Do roku września 2008 stoczył 33 walki, z których wygrał 29 (trzy przegrał, jedną zremisował).
24 kwietnia 2009 stanął do pojedynku o tytuł przejściowego mistrza świata organizacji WBO z  Tajem Pongsaklekiem Wonjongkamem przegrywając jednogłośnie na punkty. Kolejną próbę podjął 20 listopada 2009 walcząc o tytuł organizacji IBF z Południowoafrykańczykiem Morutim Mthalane również przegrywając na punkty.
Dopiero trzecia próba okazała się udana. 12 czerwca 2010 w Puebla pokonał w pojedynku o wakujący tytuł mistrza WBO Richiego Mepranuma (Filipiny) przez TKO w piątej rundzie, mając go w czwartej i piątej na deskach.
W pierwszej obronie tytułu 4 września 2010 pokonał Kolumbijczyka Ronalda Ramosa przez TKO w ósmej rundzie. Do kolejnej obrony w 2010 doszło 16 października kiedy przez TKO już w drugiej rundzie rozprawił się z innym reprezentantem Kolumbii Michaelem Arango.
26 lutego 2011 w kolejnym pojedynku obronił pas mistrzowski pokonując Filipińczyka Ardena Diale. W pierwszej rundzie liczony był Miranda ale w trzeciej i czwartej Diale, po czym walka została przerwana.
16 lipca  w Honolulu stanął do pojedynku z byłym mistrzem organizacji IBF i WBC w kategorii junior muszej Amerykaninem Brianem Vilorią. Po bardzo dobrym pojedynku przegrał jednogłośnie na punkty tracąc tytuł mistrza świata.